# Betty Kouadio
Kohiman Betty Jeanine Kouadio (née le ? à Gagnoa en Côte d'Ivoire) est une reine de beauté ivoirienne.
Elle a été élue Miss Côte d'Ivoire 2011,.